# Costa do Sol (Portugal)
De Portugese Costa do Sol (= Portugese zonnekust) is de benaming voor het gebied aan de zuidkust van het district Lissabon. Het gebied ligt ten westen van de stad Lissabon en strekt zich van langs de Taagoever tot aan Cascais. Het omvat onder meer de badplaatsen Cascais, Estoril en Sintra.